# Вулька-Каменна
Вулька-Каменна (пол. Wólka Kamienna) — село в Польщі, у гміні Збучин Седлецького повіту Мазовецького воєводства.
Населення — 152 особи (2011).
У 1975-1998 роках село належало до Седлецького воєводства.

## Демографія
Демографічна структура станом на 31 березня 2011 року:
|          | Загалом | Допрацездатний вік | Працездатний вік | Постпрацездатний вік |
| -------- | ------- | ------------------ | ---------------- | -------------------- |
| Чоловіки | 76      | 15                 | 50               | 11                   |
| Жінки    | 76      | 14                 | 32               | 30                   |
| Разом    | 152     | 29                 | 82               | 41                   |